# 蓬托德梅尔 (旧市镇)
蓬托德梅尔（法語：Pont-Audemer，法語發音：[pɔ̃.t‿odmɛʁ]）是法国厄尔省的一个旧市镇，属于贝尔奈区。2018年，蓬托德梅尔与市镇圣日耳曼村合并为新的蓬托德梅尔。

## 地理
蓬托德梅尔（49°21'15"N, 0°30'50"E）面积9.35 平方千米，位于法国诺曼底大区厄尔省，该省份为法国北部内陆省份，北起滨海塞纳省，西接奧恩省和卡爾瓦多斯省，南至厄尔-卢瓦省，东临瓦兹省、瓦兹河谷省和伊夫林省。
与蓬托德梅尔接壤的市镇（或旧市镇、城区）包括：康皮尼、里勒河畔科讷维尔、里勒河畔马讷维尔。

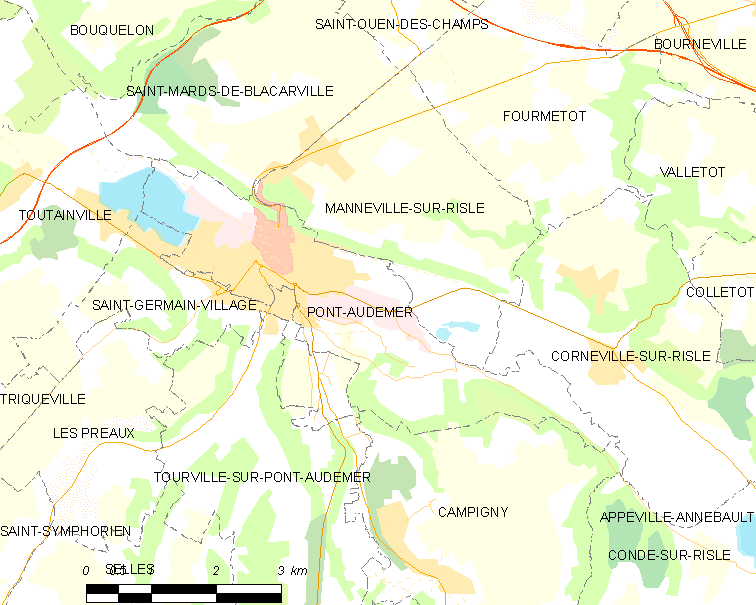
的OSM定位图

蓬托德梅尔的时区为UTC+01:00、UTC+02:00（夏令时）。

## 行政
蓬托德梅尔的邮政编码为27500，INSEE市镇编码为27467。

## 政治
蓬托德梅尔所属的省级选区为蓬托德梅尔县。

## 人口

1962-2008年间人口变化图示

蓬托德梅尔于2018年1月1日时的人口数量为8442人。